# Náttmálafjall
Náttmálafjall är ett berg i republiken Island. Det ligger i regionen Austurland, 400 km öster om huvudstaden Reykjavík. Toppen på Náttmálafjall är 676 meter över havet.
Det finns inga samhällen i närheten. Trakten runt Náttmálafjall består i huvudsak av gräsmarker.